# Vakkenvullen

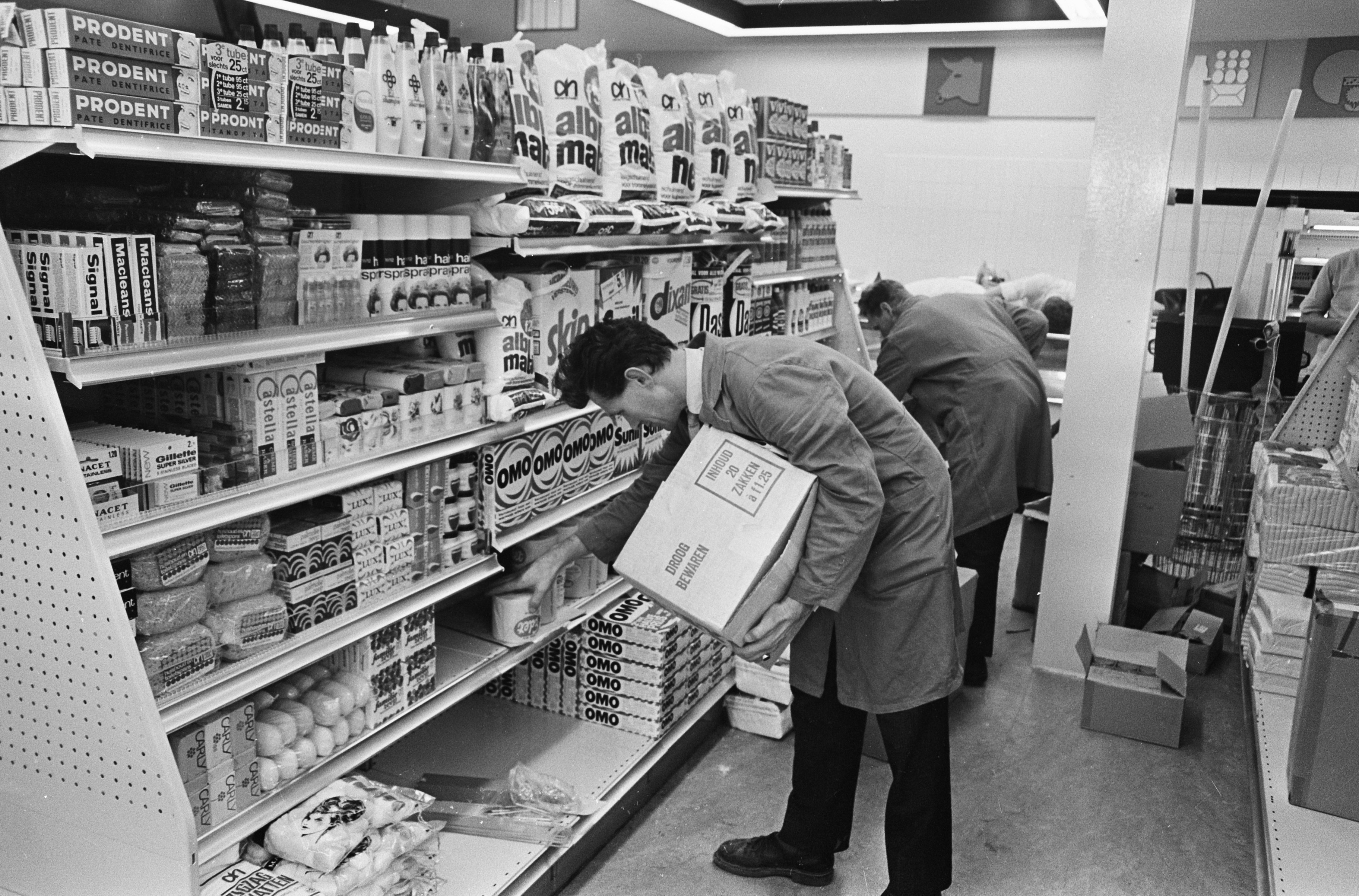
Het vullen van winkelschappen

Vakkenvullen is een term die wordt gebruikt voor het in het winkelschap plaatsen van goederen, meestal kruidenierswaren in een supermarkt. Vaak gebeurt dit door de containers vanuit het magazijn de winkel in te rijden. Producten worden doorgaans vanuit een omdoos in het vak gezet, maar bij discounters zoals Aldi en de voormalige Edah zetten vakkenvullers de dozen in hun geheel neer zodat klanten de artikelen zelf uit de dozen kunnen halen.

## Spiegelen
Bij het vakkenvullen is spiegelen belangrijk. De term spiegelen wordt in de detailhandel gebruikt voor het naar voren schuiven van de producten in het schap, zodat dit volledig gevuld lijkt. Er ontstaat dan een mooie 'spiegel', in de betekenis zoals ook gebruikt in het woord bladspiegel. De schappen-/vakkenvullers krijgen met een zekere regelmaat de opdracht om te spiegelen. 

## First in, First out
Bij het vullen moet ook de houdbaarheidsdatum in de gaten worden gehouden, de artikelen die het oudste zijn vooraan gezet worden en de verse aanvullingen erachter, het zogenaamde fifo-systeem. Bij lang houdbare producten wordt doordat dit minder moeite kost en sneller gaat dit soms niet gedaan. Indien dit vaak genoeg gebeurt raken zelfs jarenlang houdbare producten achteraan in het schap toch "over datum". Deze mogen niet meer verkocht worden waardoor deze moeten worden afgeschreven. Dit is een een van de grootste te voorkomen kostenposten voor de winkel!

## Vulfouten
Bij vulfouten worden de producten niet in het juiste vak of schap gezet of aangevuld. Vaak komt dit door onoplettendheid (zeker bij vrijwel identieke verpakkingen met een net iets andere inhoud), ook worden vaak enkele verpakkingen die niet meer in het vak passen er vlakbij gezet in een ander vak. Tijdens het vakkenvullen dient dit gecontroleerd te worden. Voor deze producten zijn doorgaans "restcontainers" in gebruik die eerst moeten worden leeggemaakt. De gevolgen van vulfouten kunnen groot zijn. Het winkelpersoneel is veel tijd kwijt naar het zoeken van het juiste product voor de 'ontevreden klant'. Er worden fouten gemaakt bij het opnemen van de voorraad in de winkel waardoor de verkeerde producten worden besteld. Dit kan leiden tot een "iteratief proces" waarbij het ene product compleet niet meer besteld wordt en van het andere veel te veel.

## Scholing
Vakkenvullen is een functie waarvoor geen opleiding noodzakelijk is. Bij sommige supermarkten kan een veertienjarige al aan de slag. Bij veel winkels is de minimumleeftijd echter vijftien jaar. Het werk is vooral populair als parttimebaan bij tieners.